# TAZ (自動車メーカー)
ザグレブバス工場（Tvornica Autobusa Zagreb, TAZ 略称:タァズ）は、旧ユーゴスラビア王国（クロアチア）のバス・トラックメーカー。ザグレブ市のドゥブラバに本社を置いていた。タァズ・ドゥブラバ（TAZ Dubrava 14）がメーカーの代名詞的車両であった。2000年に事業を停止。

## 歴史

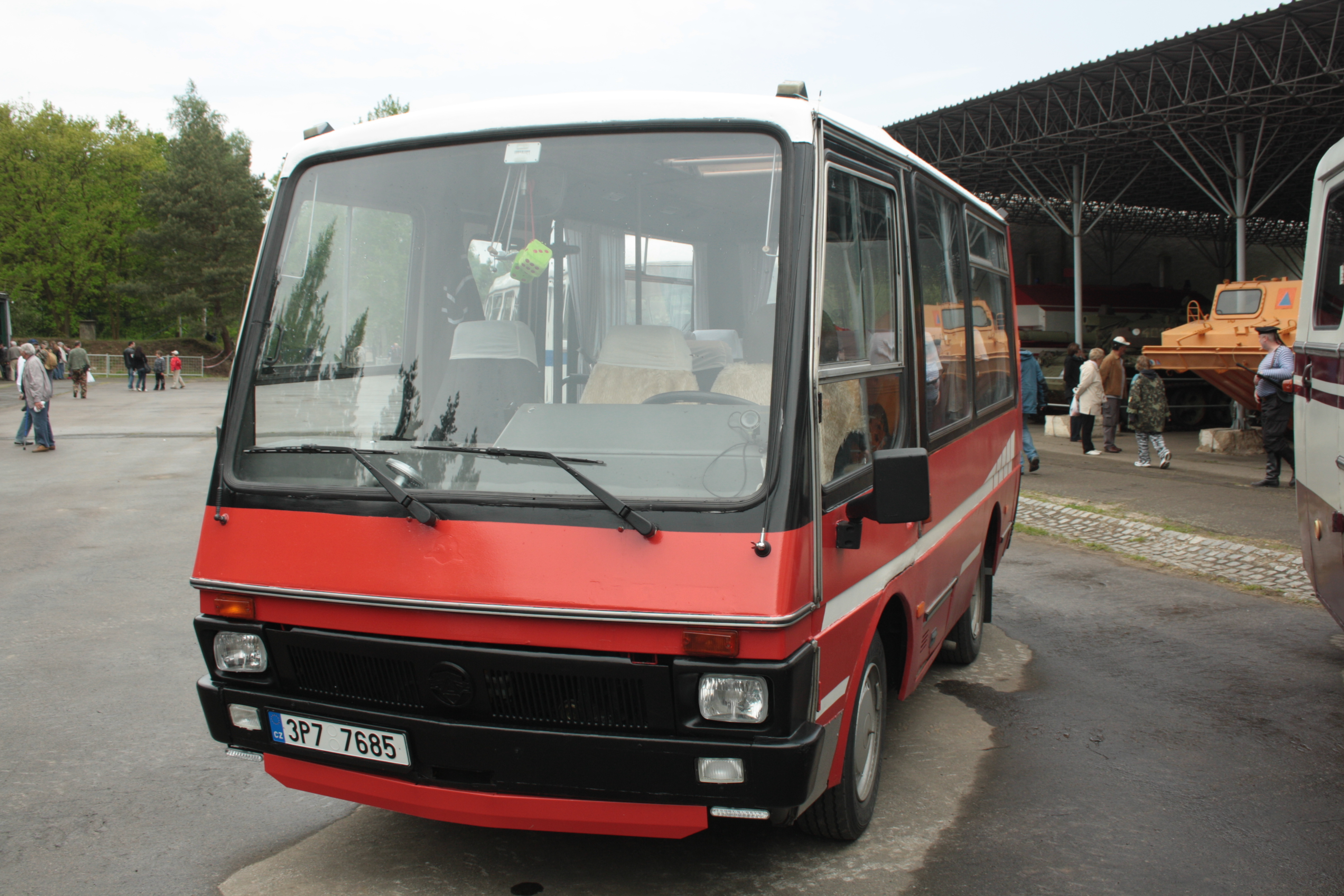
チェコのレシャニにあるミリタリーミュージアムで屋外展示されるTAZ Neretva

1930年にコーチビルダーとして木製フレームでのバスの製造が始まる。1948年、オートカロッセリア・ザグレブ（Autokaroserija Zagreb）と社名を変更するも依然として木製バスの製造を行っていた。
1950年、トラックの製造を行っていたセルビアの企業プリボイ自動車工場（Fabrika automobila Priboj, FAP）社、ファモス社（Famos, Fabrika Motora Sarajevo）と協力しサラエボに工場を設立。1954年にザグレブに移転している。1969年に3社を纏めたファップ・ファモス・ベルグランデ社（FAP Famos Belgrade）を設立している。
1980年代、工場で1,200名を雇用しており、年間500～600台のペースで生産が行われており、バスは主に中国、フィンランド、エジプトに輸出されている。1991年にクロアチアとして独立を勝ち取り、ユーゴスラビアから脱退すると生産量は急減し、1990年代後半、国内市場の縮小が要因となり事業を閉鎖した。

## 製品
- TAZ Neretva
- TAZ 1419
- TAZ 1427
- TAZ Dubrava